# Слободна Држава Орање
Слободна Држава Орање (хол. Oranje-Vrijstaat, афр. Oranje-Vrystaat, енгл. Orange Free State), била је бурска република у јужној Африци која је постојала од 1854. до краја Другог бурског рата 1902. године.
Слободна Држава Орање простирала се по унутрашњој висоравни Хајвелд, између реке Орање (по којој је добила име и која је била јужна граница државе), и реке Вал, која је била северна граница, према бурској Јужноафричкој Републици (Трансвал). Слободна Држава Орање је са истока граничила са британском колонијом Натал и Лесотом, а са југа и запада са колонијом Кејп.
Након одлучујућих победа у Другом бурском рату Британија је анектирала Слободну Државу Орање 1902. године.
Престоница Слободне Државе Орање био је Блумфонтејн, основан 1846, а који је од 1848. до 1854. био главни град британске колоније Суверена река Орање.

## Историја

### Оснивање
Пре доласка првих европских колониста у те крајеве крајем 18. века, на том подручју живеле су Тсване, полуномадска банту племена. Почетком 19. века, агресивни Зулу су у бројним војним кампањама растерали Тсване, тако да су се након њих у тај опустошен крај населила племена Басото и Грика. Истовремено у те крајеве почели су да се насељавају и Бури. Њихов прави велики миграциони талас зван Велика сеоба (Groot Trek) почео је након 1836. када су бројни Бури напустили британске колоније тражећи место за живот преко реке Орање.
Британци су 1848. анектирали територију између ријека Орање и Вал и основали своју колонију Суверену реку Орање упркос отпору бурског генерала Андриса Преторијуса. Британске амбиције да изграде уредно управљану колонију, расплинуле су се због сукоба са племенима Басуто тако да су се они повукли 1854. године. Након Мировне конференције одржане у Блумфонтејну 23. фебруара 1854, Британија се одрекла свог суверенитета над том територијом, па су бурски колонисти основали своју самосталну републику Слободну Државу Орање.

### Живот у Слободној Држави Орање
Политичка структура ове бурске републике била је комбинација традиционалних бурских институција с тада модерним холандским и америчким уставним теоријама. Врховни законодавни орган био је једнодомни парламент Фолксрад (Народно веће) у који су могли да буду изабрани само бели одрасли мушкарци. По томе је она била чврсти поборник апартхејда, односно политике строге расне сегрегације. Извршну власт обављао је директно изабрани председник са својом владом.
Током првих неколико година постојања, Слободна Држава Орање била је заузета сталним ратовима са племенима Басото због територија на истоку републике. На крају су Бури успели да заузму део њихове територије и склопе мировни споразум са њима 1869. којим је дефинисана граница између њих и њихове државе Лесото. То је спроведено за време владавине способног Јоханеса Бранда који је био четврти председник Слободне Државе Орање од 1864. до 1888. године. Република је напредовала под његовом владавином, а тада је изграђена и железничка пруга до британске колоније Кејп 1890. године.
Након неуспеле Џејмсонове буне у Трансвалу 1895, коју је покренуо Сесил Роудс тадашњи премијер колоније Кејп и Слободна Држава Орање је све више била увучена у бурско-британски сукоб који је на крају довео до Другог бурског рата (1899–1902). У том рату се Слободна Држава Орање заједно са братском Јужноафричком Републиком Трансвал, с којом је имала одбрамбени савез, борила против Британије. Под вођством председника Мартинуса Стејна и Кристијана де Вета, Слободна Држава Орање је однела неке од највећих победа против британске војске, али након великих британских појачања од 1900. две бурске републике су на крају поражене.

### Крај Слободне Државе Орање
Након што су британске снаге окупирале Блумфонтејн 1900, Слободна Држава Орање анектирана је у Британско царство као Колонија река Орање. Бури су наставили да се боре још пуне две године, све до 31. маја 1902. када је потписан Мировни споразум у Веринигингу. Тиме је и формално завршила егзистенција Слободне Државе Орање и Јужноафричке Републике Трансвал.
Колонија река Орање је 1910. ушла у састав новоснованог британског доминиона Јужноафричка Унија, као једна од њезине четири провинције, под именом Провинција Слободна Држава Орање.